# キプリング (ブランド)
キプリング（Kipling）は、ベルギーで1987年に誕生したバッグのブランドで、アントワープの3人のデザイナーにより立ち上げられた。加熱加工で強度を高めたクリンクルナイロン素材のバッグを中心に展開している。
ブランド名はイギリスの小説家ラドヤード・キプリングに由来し、代表作『ジャングル・ブック』に登場するモンキーをイメージしたマスコットを使用している。
2004年よりVFコーポレーションの傘下となっている。公式サイトによれば、世界80か国以上、7,500を超える店舗とオンラインで事業を展開しているという。
2018年にリブランディングを実施し、グローバルに統一した新ブランドコンセプト“Live.Light”を掲げ、テーマカラーも女性をイメージさせるピンクからユニセックスを意識したライトグリーンへ変更、主要ターゲットも従来のアッパー層向けからミレニアル世代向けに転換した。
日本では2001年から本格的に事業を展開、ホリ・エンタープライズが正規代理店を運営していたが、2012年10月に三栄コーポレーションとの事業譲渡契約の締結を発表し、2013年1月に三栄コーポレーションの子会社であるL&Sコーポレーションに事業譲渡された。2019年には日本初のブランドアンバサダーとして高橋愛を起用した。

## コラボレーション
- 2013年 - ヘレナ・クリステンセン[9][10]
- 2020年 - パックマン[11]、キース・ヘリング[12]
- 2021年 - コカ・コーラ[13]、ハローキティ[14]、アナスイ[15]、TRICOTÉ[16]
- 2022年 - ハローキティ[17]、WOODSTOCK[18]、MTV[19]、アナスイ[20]
- 2023年 - バービー[21]、ミッフィー[22]、ピーナッツ[23]、フリーダ・カーロ[24]、ミニオンズ[25]